# Franz-Joseph-Promenade

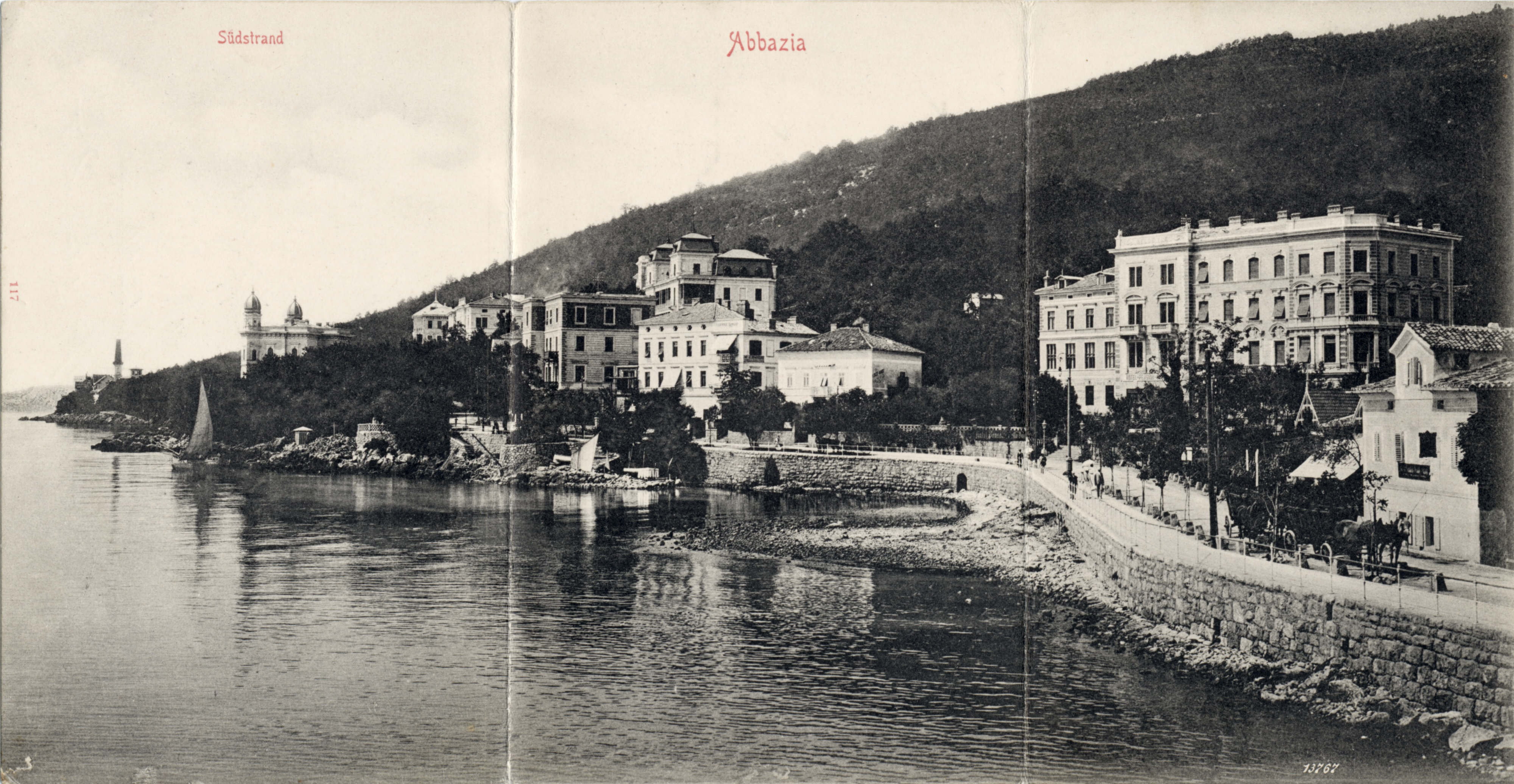
Abbazia mit Franz-Joseph-Promenade um 1902

Die Franz-Joseph-Promenade, kroatisch: Obalno šetalište Franza Josefa I, auch Lungomare, ist eine ca. 10 km lange Uferpromenade in der nordöstlichen Kvarner Bucht bei Rijeka. Benannt ist sie nach Kaiser Franz Joseph I. Die Promenade führt von Lovran über Opatija nach Volosko. Der Hauptort Opatija [ɔˈpatiaː] (italienisch: Abbazia [aba'zia], deutsch: Sankt Jakobi ) ist ein einstiges,  mondänes österreich-ungarisches Seebad, mit großen Hotels aus der Kaiserzeit. Die z. T. in den Fels gehauene Promenade, mit vielen erhaltenen Villen aus der Zeit der Donaumonarchie, ist eine Hauptattraktion der drei nunmehr kroatischen Badeorte.

## Geschichte
Der Spazierweg entlang des gebirgigen und zerklüfteten Meeresufers wurde in mehreren Etappen vom damaligen Verschönerungsverein des Ortes gestaltet: zuerst der nördliche Teil zwischen Slatina und Volosko (1889 vollendet), dann der südliche Teil bis Lovran (1911). Die zunächst bestehenden Widerstände der beteiligten Grundbesitzer konnten aufgrund der Autorität von Wilhelm R. von Jettmar,  Bezirkshauptmann von Volosca-Abbazia,  überwunden werden.

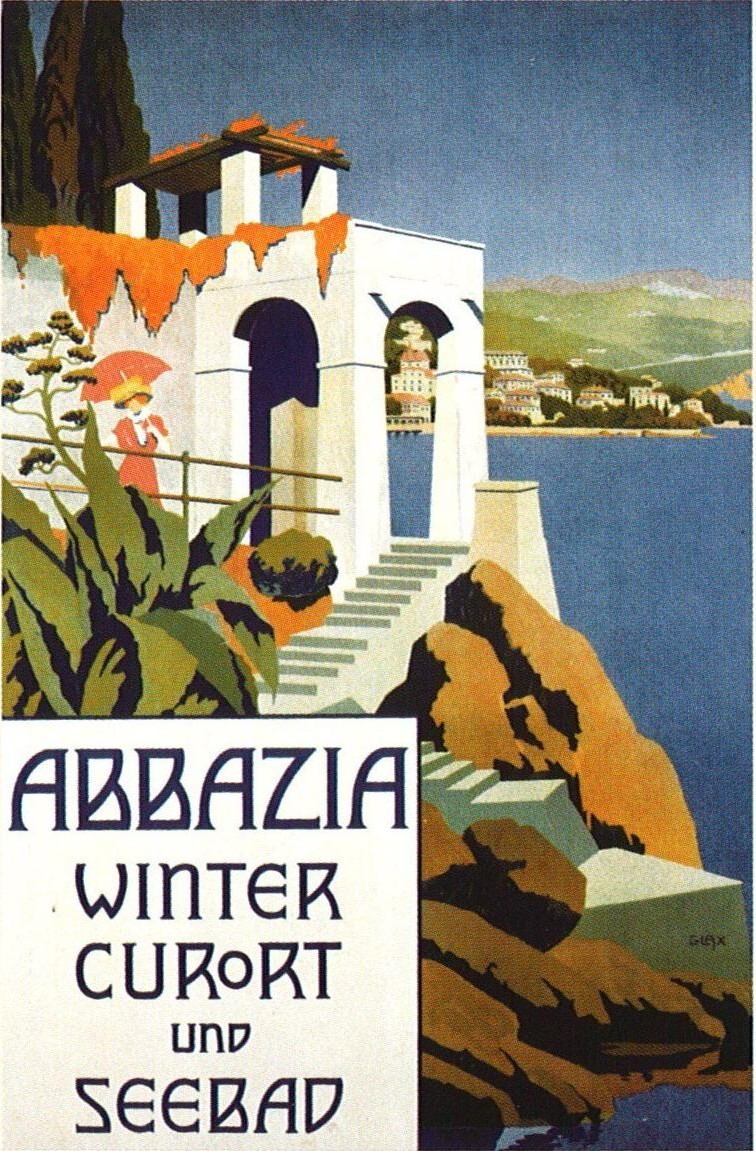
Promenade auf Werbeplakat von 1911

### Bezeichnung
Die Promenade wurde zunächst nach dem 1894 verstorbenen Generaldirektor der Südbahn, Friedrich Julius Schüler, benannt. Mit Beginn der italienischen Herrschaft im Jahre 1918 wurde sie in Lungomare Regina Elena, Lungomare della Madonna und schließlich in Lungomare Principe Umberto umbenannt. In der jugoslawischen Zeit ab 1945 hieß sie Matko-Laginja-Promenade. Im Zuge einer allgemeinen Rückbesinnung in den einstigen Kronlanden auf das touristisch wertvolle habsburgische Erbe wurde sie 1996 nach Kaiser Franz Josef I. benannt.

## Beschreibung
Entlang der Kaiser-Franz-Promenade findet man zahlreiche architektonisch bemerkenswerte Villen und Hotels, aber auch Erinnerungstafeln. Einige Beispiele (von Volosko ausgehend):
- In der Villa Minach verbrachte Graf Gyula Andrássy, ungarischer Revolutionär und späterer k. u. k. Außenminister, seine letzten Lebensjahre. Er soll hier drei Mal von Elisabeth von Österreich-Ungarn inkognito besucht worden sein.[2]
- Das Littrow-Denkmal erinnert an Heinrich von Littrow, einen heute weitgehend vergessenen Seemann und Dichter.[2]
- Die Villa Ransonnet gehörte zunächst dem Biologen Eugen von Ransonnet-Villez und befand sich später im Besitz von Leo Kremesek.[2]
- Das ehemalige Kindersanatorium Szegö wurde später zum Hotel Belvedere.[2]
- In der Villa Rosalia wohnte der seinerzeit berühmte Geiger Jan Kubelík.[2]
- Die Villa Neptun, 1890–97 errichtet und stilistisch am Schloss Miramare bei Triest orientiert, gehörte zeitweilig Gräfin Laura Henckel von Donnersmarck.[2] Vladimir Nabokov verbrachte hier einen Kindheitssommer.[2] Auf dem Grundstück des ehemaligen prächtigen Gartens steht heute das postmoderne Hotel Miramar.
- Die Villa Ambasador beherbergte einst das Neue Sanatorium Franz Schalk (später: Sanatorium Lakatos)[2] und gehört heute zum Komplex des in den 1960er Jahren errichteten Hotelhochhauses Ambasador, eines Prestigebaus der Ära Tito (Architekt Zdravko Bregovac).
- Eine Gedenktafel erinnert an Henryk Sienkiewicz, der in Abbazia eine Novelle als Vorentwurf für seinen späteren Roman „Quo vadis“ verfasste.[2]
- Eine Büste erinnert an Friedrich Schüler, den Generaldirektor der Südbahngesellschaft, der den Ausbau Abbazias zum Kurort vorantrieb.[2]
- Vorbei an der Villa Angiolina führt die Uferpromenade durch das Zentrum des Kurortes mit seinem Hotel Kvarner und der einstigen fürstlichen Dependance Villa Amalia.
- Ein im Zweiten Weltkrieg zerstörtes Relief des Chirurgen Theodor Billroth wurde rekonstruiert und wieder angebracht.
- Südwestlich des Ortszentrums von Opatija befindet sich die Villa Madonna oder Villa Schalek, seit 2002 ein Casino.[2] In der 1891 errichteten Villa sollen sich Kaiser Franz Josef I. und Katharina Schratt mehrfach getroffen haben.[2]
- Die Villa Glax wurde von dem für Abbazias Entwicklung bedeutsamen Kurarzt Julius Glax bewohnt.[2]
- Die benachbarte Villa Ariston gehörte der Tochter von Julius Glax und später dem italienischen Prinzen Andrea Boncompagni.[2]
- Die einstmals prächtige Villa Münz, 1903 für den Bauunternehmer und Straßenbahnkonzessionär Jakob Ludwig Münz errichtet, erscheint heute dem Verfall preisgegeben
- Die Villa Frappart gilt als eines der gelungensten Bauwerke des Architekten Carl Seidl, der mit seinen Villenbauten in der Region stilbildend war.

Franz-Joseph-Promenade von Norden (Volosko) nach Süden (Lovran)
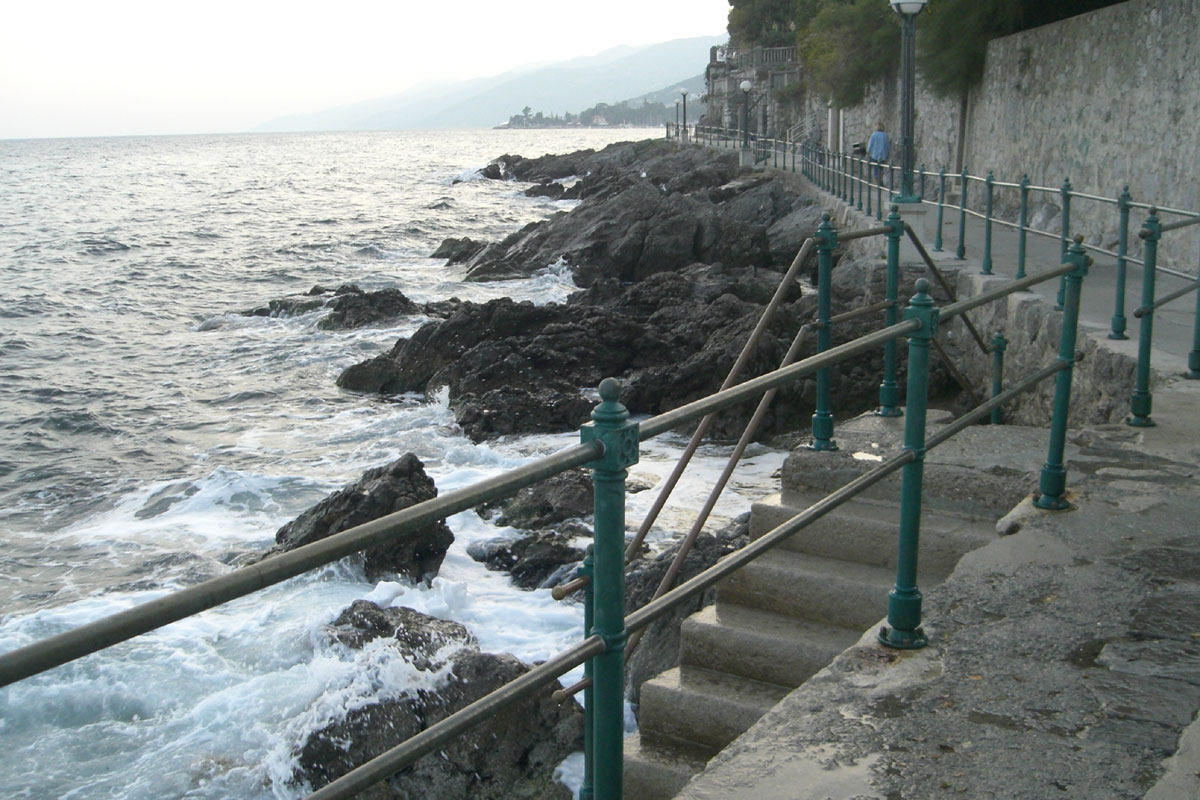
Promenade bei Volosko
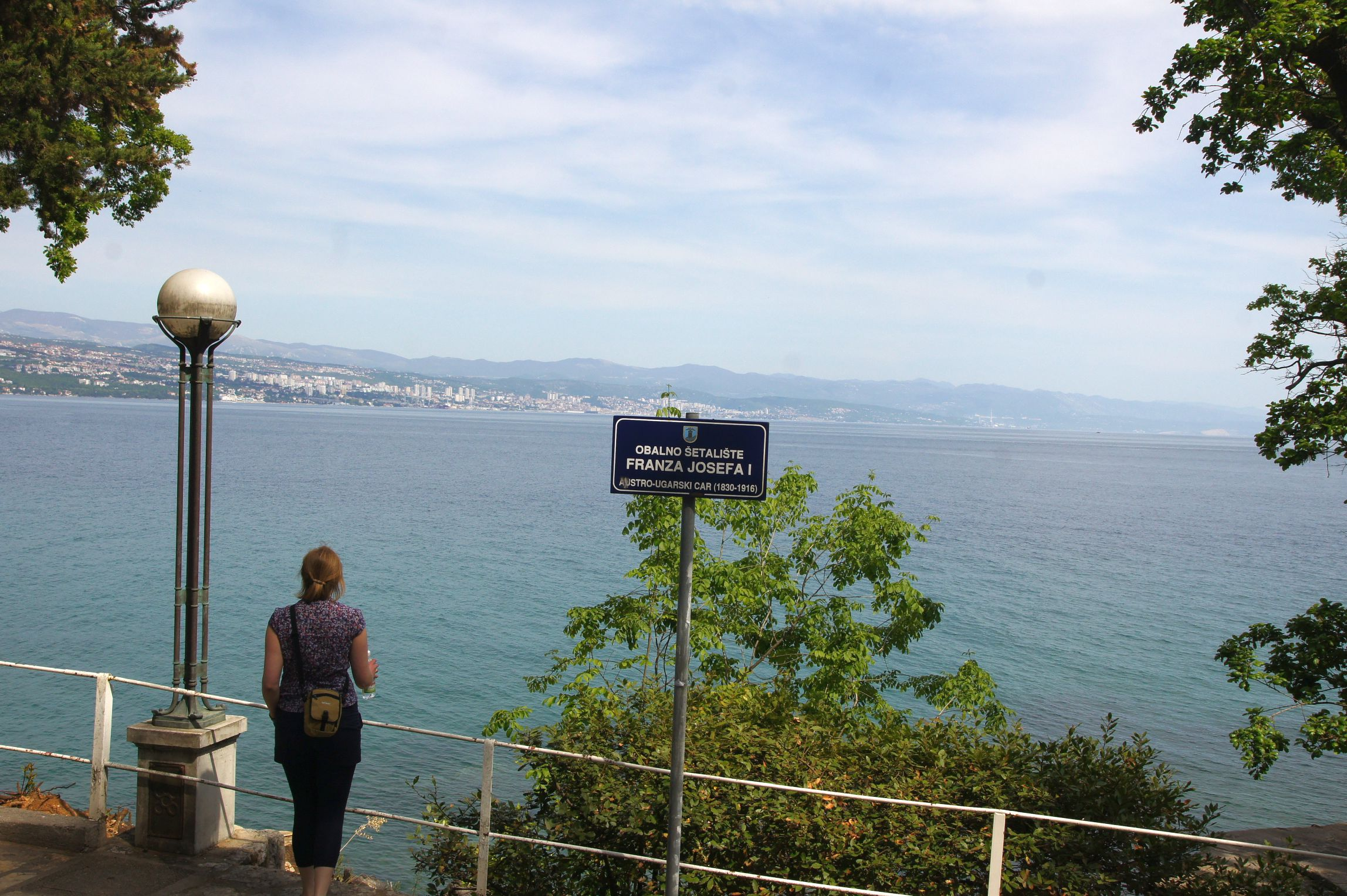
Blick von der Promenade von Opatija nach Rijeka
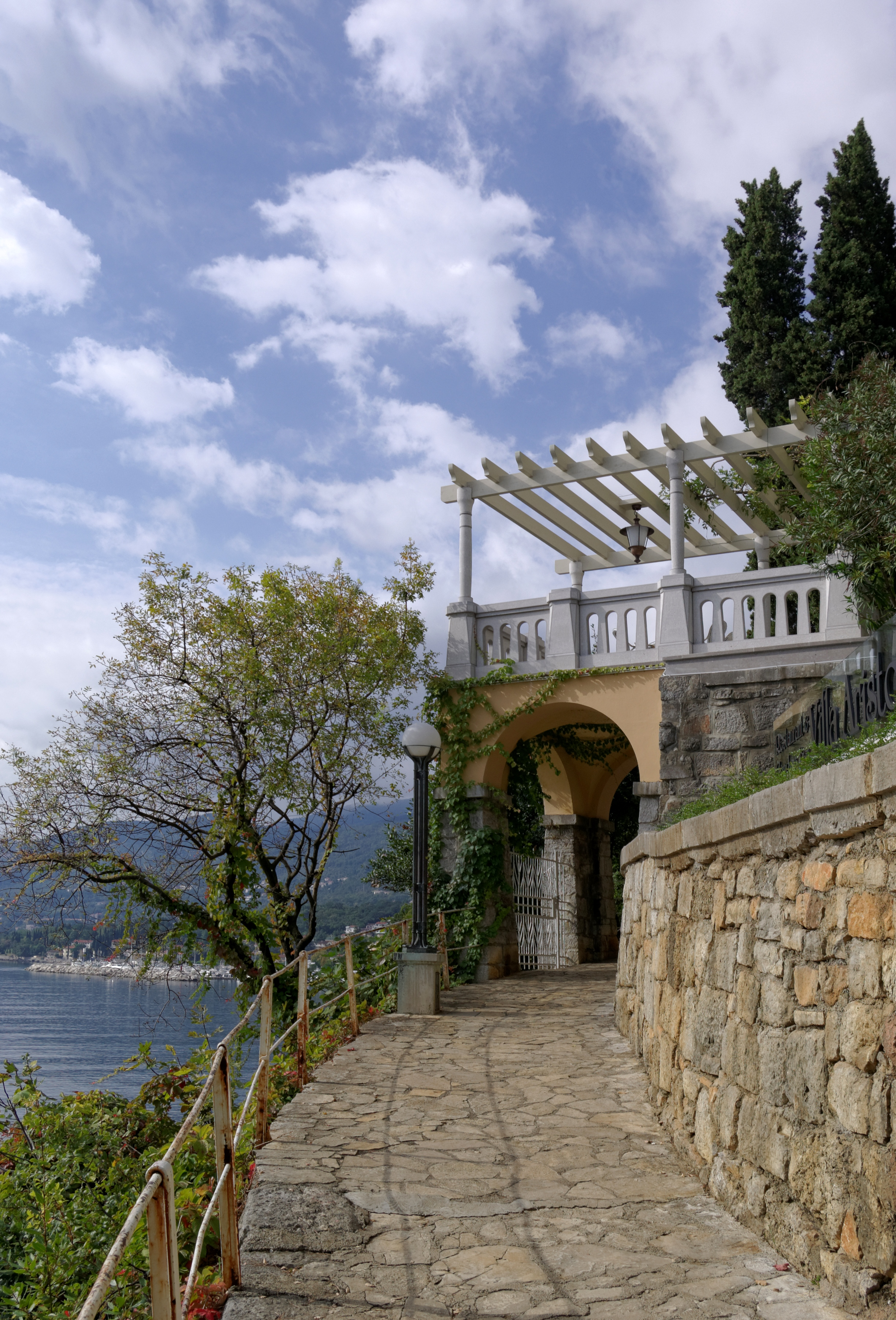
Zwischen Opatija und Lovran
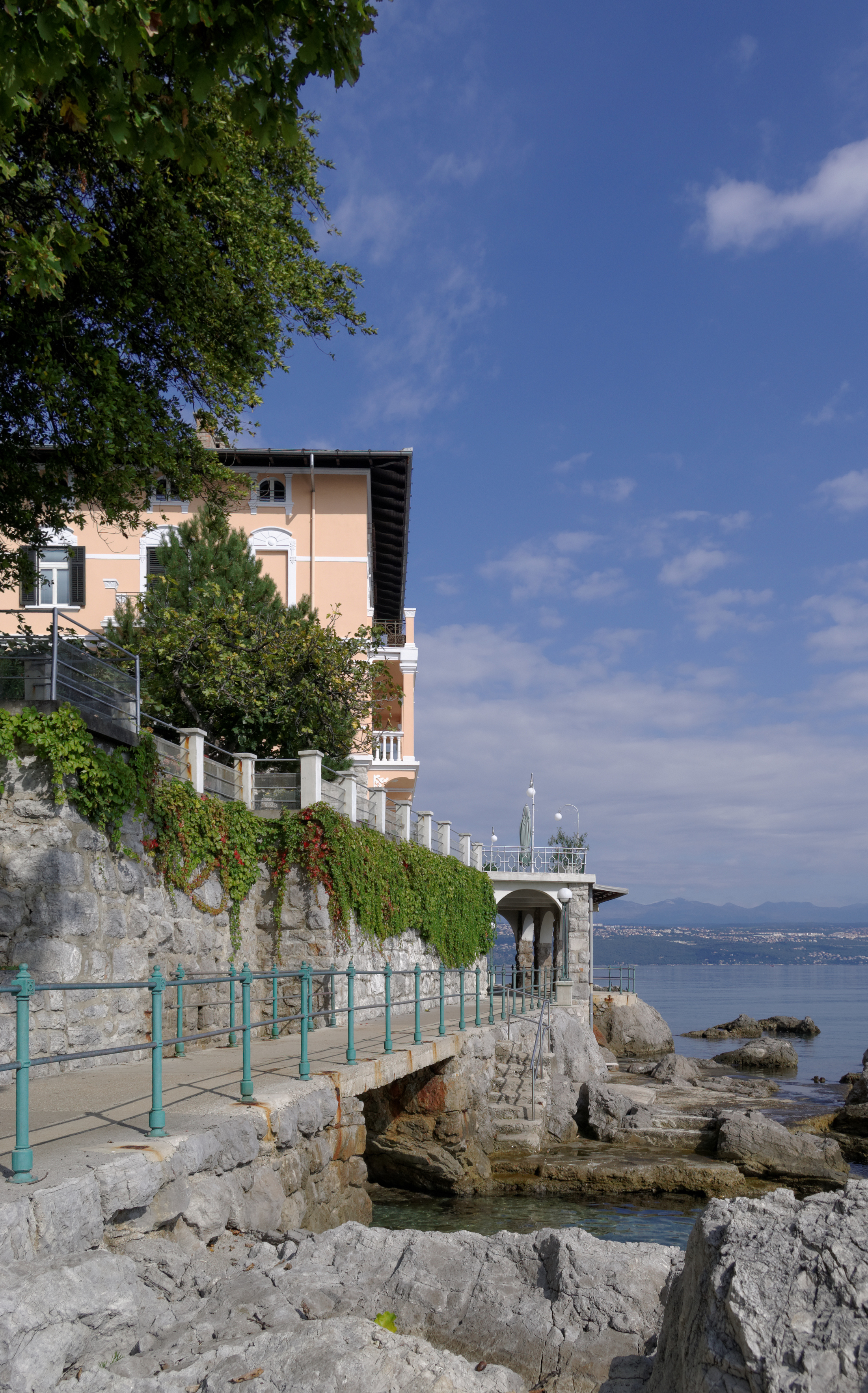
Promenade vor Lovran
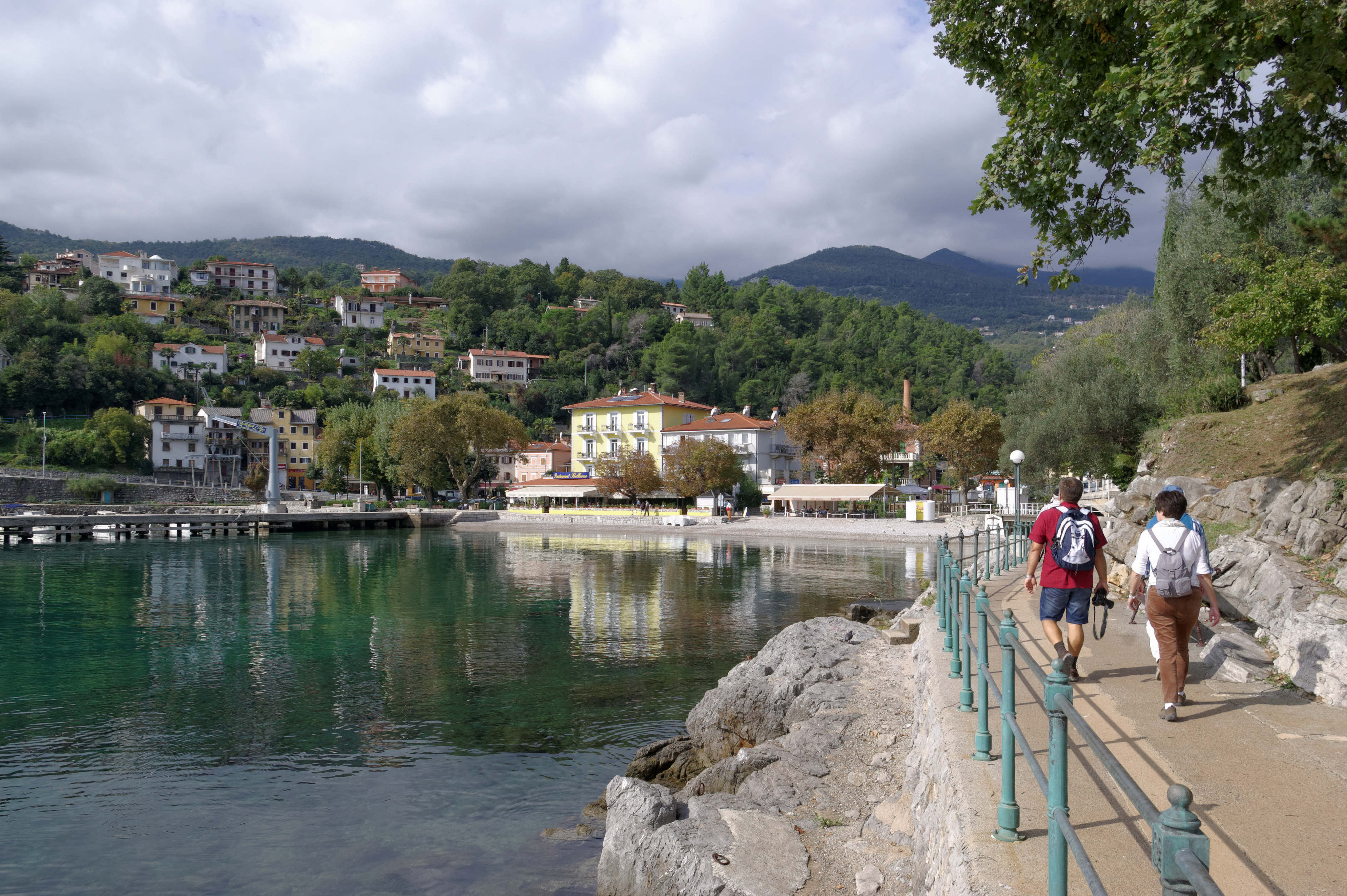
Promenade kurz vor Lovran
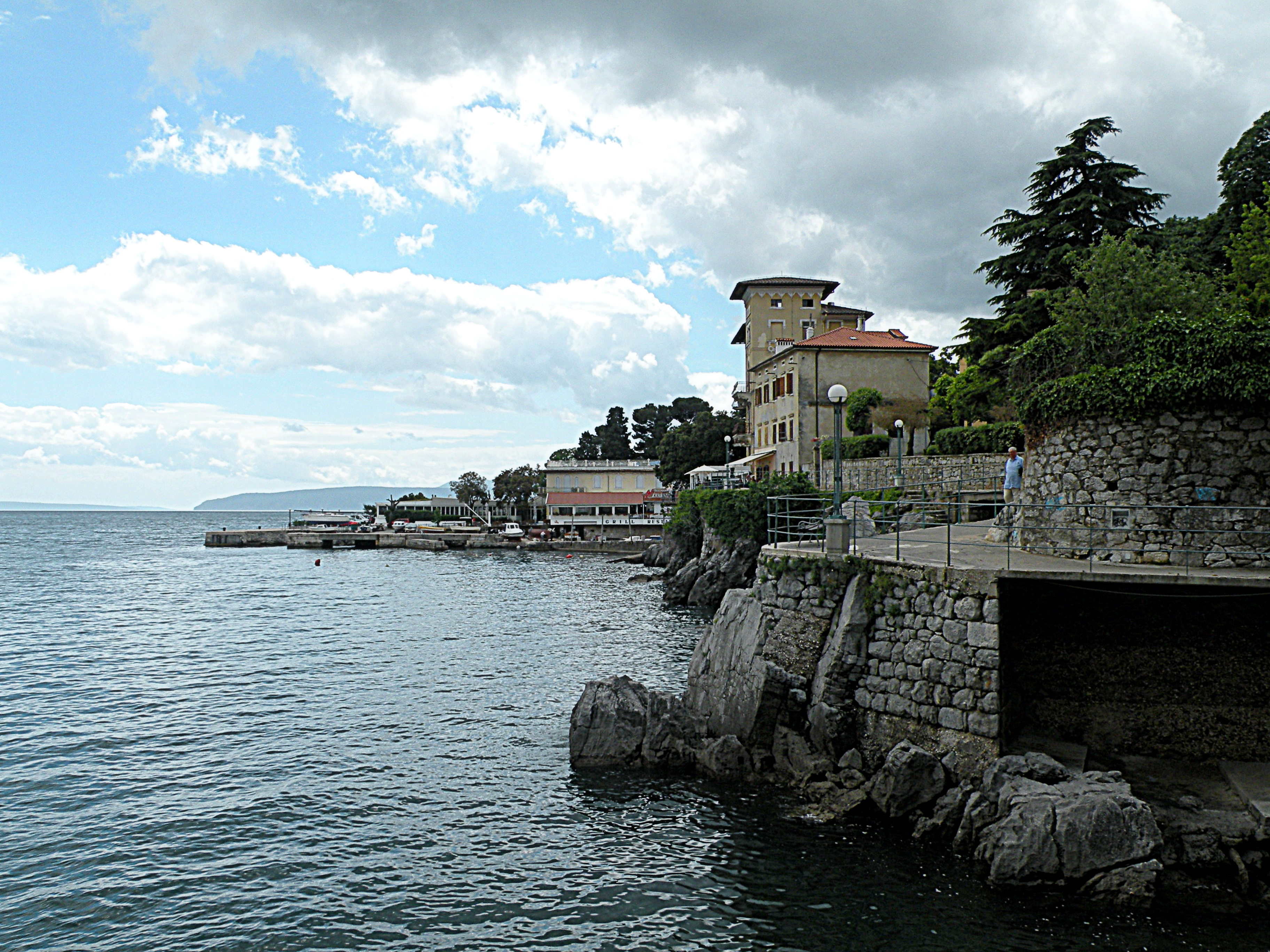
Promenade in Lovran